# Blossom Dearie Sings, Volume I
Blossom Dearie Sings, Volume I — двенадцатый студийный альбом американской певицы и пианистки Блоссом Дири, выпущенный в 1973 году на её собственном лейбле Daffodil Records.

## Отзывы критиков
| Оценки критиков                            | Оценки критиков |
| Источник                                   | Оценка          |
| ------------------------------------------ | --------------- |
| AllMusic                                   | [ 2 ]           |
| Encyclopedia of Popular Music              | [ 3 ]           |
| MusicHound Jazz: The Essential Album Guide | [ 4 ]           |
| The Rolling Stone Jazz Record Guide        | [ 5 ]           |
| The Rolling Stone Jazz & Blues Album Guide | [ 6 ]           |

Рецензент журнала Billboard отметили: «Эта первая работа на её новом лейбле с самого начала стала победной. Материал захватывающий и свежий, а как поёт эта леди. Её чувственный и захватывает слушателя свой тихой силой. Она на сцене уже много лет, и, надеюсь, этот альбом будет большим успехом». В обзоре журнала Cash Box было сказано: «Ощущение одновременно уютное и современное. Скромный, ориентированный на джаз фон создан — как и пение Блоссом — для того, чтобы звучание было приятным и непринужденным. Исполнительница из клуба добилась трудного: порадовала своих поклонников, ориентированных на шоу-тюн, и в то же время заняла „новую“ позицию». В журнале Stereo Review написали: «Чистый, как мыльный пузырь, голос Блоссом никогда ещё не был в лучшей форме, но десять новых песен, которые она записала для этого дебютного выступления на своём собственном лейбле, демонстрируют новые грани и измерения её способности писать так же хорошо, как и петь. Одинаково хорошо сочетая яркий, зажигательный джаз и меланхоличные баллады, она создала музыкальный пикник, который одновременно и бодрит, и стимулирует». Музыкальный критик Уилл Фридуолд так отозвался об альбоме: «В 1973 году Дири начала выпускать свои собственные альбомы на собственном лейбле Daffodil Records; к сожалению, первый из этих более скромных альбомов столкнулся с теми же проблемами, что и альбом 1970 года. Похоже, она чувствует необходимость звучать „современно“ и считает, что лучший способ добиться этого — сконцентрироваться на оригинальных песнях и использовать электрические ритм-секции».

## Список композиций
1. «I’m Shadowing You» (Джонни Мерсер) — 3:38
2. «Saving My Feeling for You» (Лен Зальцберг) — 3:45
3. «Sunday Afternoon» (Лен Зальцберг) — 3:38
4. «Somebody New» (Лен Зальцберг) — 2:54
5. «I Like You, You’re Nice» (Артур Кинг) — 2:33
6. «Baby, You’re My Kind» (Артур Кинг) — 3:29 — дуэт с Питом Морганом
7. «Home» (Билл Х. Энтони) — 4:05
8. «Hey, John (A Tribute Song to John Lennon)» (Джим Консил) — 3:06
9. «You Have Lived in Autumn» (Майкл. М. Коннер) — 2:53
10. «Flame to Fire» (Артур Кинг) — 3:39

Бонус-треки цифрового переиздания 2017 года
1. «Baby You’re My Kind (Work Lead)» — 3:23
2. «Home» (Alternate Version) — 4:06
3. «I Like You, You’re Nice» (Alternate Version) — 1:51
4. «Sunday Afternoon» (Alternate Version) — 3:43

## Участники записи
- Аранжировка, вокал, клавишные — Блоссом Дири
- Художественный руководитель — Уолтер Бонсолл
- Бас-гитара — Херб Бушлер (треки 1, 7, 8), Пит Морган (2-4, 6, 9, 10)
- Ударные — Эл Хэрвуд (1, 7, 8), Джон Уэбб (2) (2-4, 6, 10), Тревор Томкинс (9)
- Электрогитара — Мартин Кершоу (9)
- Запись, сведение — Эндрю Л. Миллер